# Liste du patrimoine immobilier classé de Pont-à-Celles
Cette page regroupe l'ensemble du patrimoine immobilier classé de la ville belge de Pont-à-Celles.
| Objet | Année de construction / Architecte | Adresse                             | Section communale | Coordonnées                      | Numéro d’inventaire | Illustration |
| --- | ---------------------------------- | ----------------------------------- | ----------------- | -------------------------------- | ------------------- | --- |
| Presbytère de Pont-à-Celles |                                    | Pont-à-Celles                       |                   | 50° 30′ 42″ nord, 4° 21′ 51″ est | 52055-CLT-0001-01   | Presbytère de Pont-à-Celles |
| Orgue de l'église de la Sainte-Vierge, à Obaix |                                    | Obaix                               |                   | 50° 31′ 39″ nord, 4° 21′ 46″ est | 52055-CLT-0002-01   | Image manquanteTéléverser |
| Ensemble formé par la Terre à l'Danse, à Thiméon |                                    | Thiméon                             |                   | 50° 29′ 11″ nord, 4° 25′ 20″ est | 52055-CLT-0003-01   | Image manquanteTéléverser |
| Chapelle Sainte Anne à Luttre (M) une zone de protection s'étendant sur la totalité de la parcelle n°114 est établie autour de la chapelle |                                    | Luttre                              |                   | 50° 30′ 46″ nord, 4° 23′ 10″ est | 52055-CLT-0005-01   | Chapelle Sainte Anne à Luttre (M) une zone de protection s'étendant sur la totalité de la parcelle n°114 est établie autour de la chapelle                                      |
| Sites des lieux-dits : des Bons Villers à Liberchies (et les Eauguernées à Villers Perwin (LES BONS VILLERS)) |                                    | Liberchies                          |                   | 50° 30′ 28″ nord, 4° 26′ 25″ est | 52055-CLT-0006-01   | Image manquanteTéléverser |
| Site dit du Castellum à Liberchies-Brunehault |                                    | Liberchies-Brunehault               |                   | 50° 30′ 19″ nord, 4° 25′ 46″ est | 52055-CLT-0007-01   | Image manquanteTéléverser |
| La façade principale et la toiture de la maison Art Nouveau sise rue des Écoles, n°26 à Pont-a-Celles (à l'exception de l'annexe droite), ainsi que le vitrail de la porte de la façade arrière (M) une zone de protection est établie autour de cette maison (ZP) |                                    |                                     |                   | 50° 30′ 45″ nord, 4° 21′ 33″ est | 52055-CLT-0008-01   | maison Art Nouveau |
| Les façades et toitures de la chapelle Notre-Dame de la Charité, sise rue de Scoumont à Obaix-Rosseignes (M). Etablissement d'une zone de protection (ZP) (+ SENEFFE/Arquennes)                                                                                    |                                    | Rue de Scoumont à Obaix-Rosseignies |                   | 50° 32′ 37″ nord, 4° 18′ 36″ est | 52055-CLT-0009-01   | Les façades et toitures de la chapelle Notre-Dame de la Charité, sise rue de Scoumont à Obaix-Rosseignes (M). Etablissement d'une zone de protection (ZP) (+ SENEFFE/Arquennes) |
| Les façades et toitures de l'école communale sise rue Fond Nachez, 1 à Thiméon (M). Etablissement d'une zone de protection (ZP) |                                    | Rue Fond Nachez 1 à Thiméon         |                   | 50° 29′ 24″ nord, 4° 25′ 42″ est | 52055-CLT-0010-01   | Les façades et toitures de l'école communale sise rue Fond Nachez, 1 à Thiméon (M). Etablissement d'une zone de protection (ZP)                                                 |
| Les façades et toitures de la ferme de l'Evêché, sise chaussée de Fleurus, 29 à Thiméon (M+ZP) |                                    | Chaussée de Fleurus 29 à Thiméon    |                   | 50° 29′ 28″ nord, 4° 25′ 50″ est | 52055-CLT-0011-01   | Les façades et toitures de la ferme de l'Evêché, sise chaussée de Fleurus, 29 à Thiméon (M+ZP)                                                                                  |
| L'ensemble de l'agglomération gallo-romaine de Les Bons Villers |                                    |                                     |                   | 50° 30′ 28″ nord, 4° 26′ 25″ est | 52055-PEX-0001-02   | Image manquanteTéléverser |